# كنيسة ميرسين الأرثوذكسية

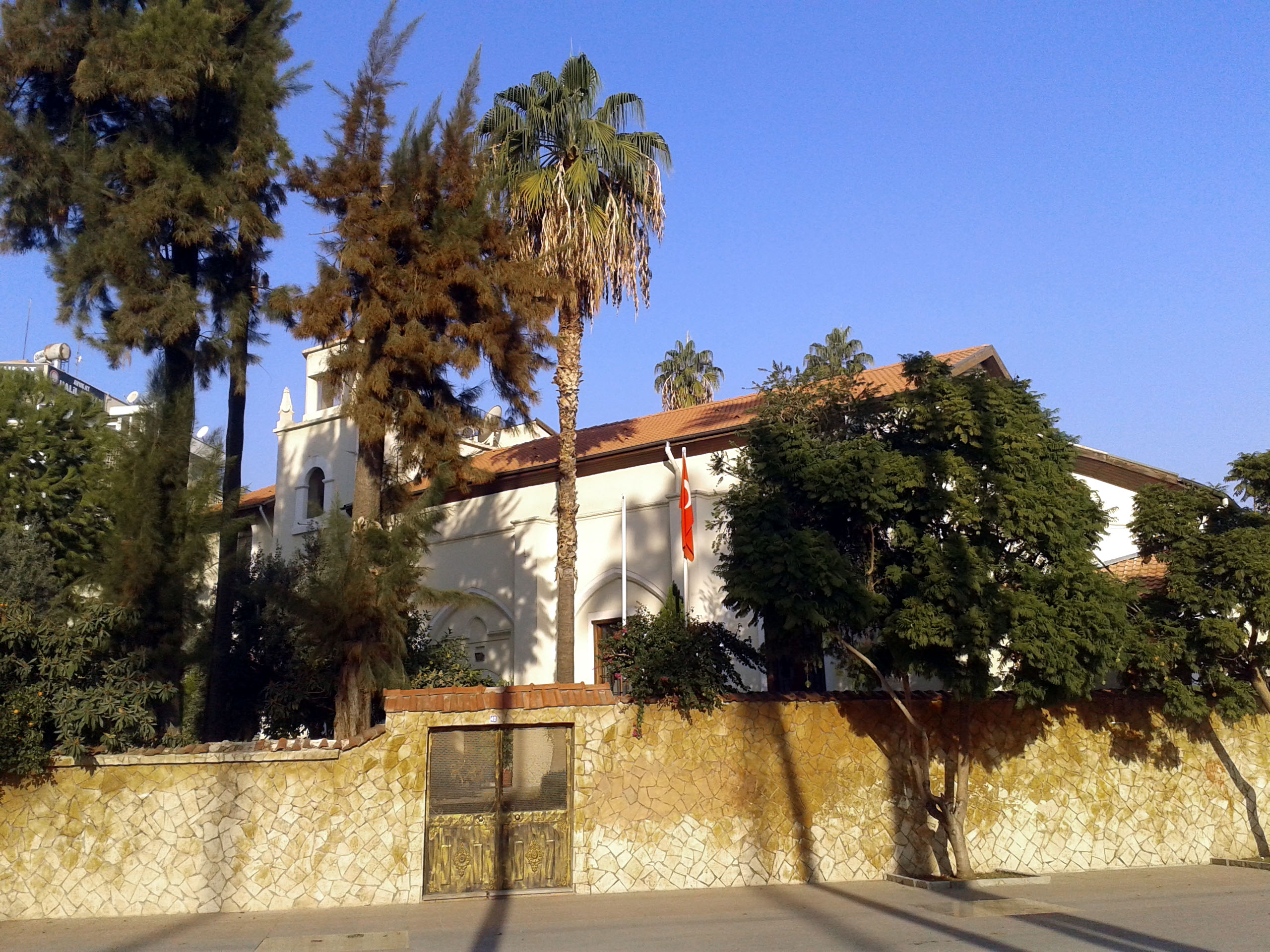
كنيسة ميرسين الأرثوذكسية.

كنيسة ميرسين الأرثوذكسية (بالتركيَّة: Mersin Ortokos Kilisesi) هي كنيسة أرثوذكسية شرقية تقع في مدينة ميرسين التركية، وتتبع الكنيسة لسلطة بطريركية أنطاكية وسائر المشرق للروم الأرثوذكس وتسمية أحيانًا باسم الكنيسة العربية كون أغلب رعاياها من الروم الأنطاكيين.

## موقع
تقع الكنيسة إلى الجنوب من منقطة هالفاكي مرسين وإلى الغرب نصب أتاتورك. وتبعد حوالي 80 مترًا (260 قدم) من شارع عصمت إينونو و200 مترًا (660 قدم) من ساحل البحر الأبيض المتوسط.

## تاريخ
بنيت الكنيسة في عام 1870 في عهد الدولة العثمانية. وقد تبرع بمساحة البناء كل من ديمتري نادر وطنوس نادر، وفتحت الكنيسة أبوابها للمسيحيين الذين هاجروا من سوريا ولبنان (ثم أجزاء من الدولة العثمانية).